# 江戸川区立新堀小学校
江戸川区立新堀小学校（えどがわくりつ にいほりしょうがっこう）は、 東京都江戸川区にある公立小学校。

## 沿革
- 1981年（昭和56年）
  - 3月25日 - 江戸川区立新堀小学校設置認可。
  - 4月1日 - 春江小学校より分離し、開校。
  - 10月29日 - 開校と施設完成の両記念式典挙行。
- 1985年（昭和60年）11月7日 - この日と翌日の2日間、開校5周年記念音楽会開催。
- 1990年（平成2年）11月14日 - 創立10周年記念式典挙行。
- 2001年（平成13年）11月23日 - 創立20周年記念式典挙行。
- 2003年（平成15年）9月1日 - 校舎外壁工事完了。
- 2006年（平成18年）9月29日 - 創立25周年記念式典挙行。
- 2011年（平成23年）10月26日 - 創立30周年記念式典挙行。
- 2016年（平成28年）9月26日 - 開校35周年記念集会開催。

## 教育目標
- 進んで考え、学び合う子
- 心豊かで、思いやりのある子
- 健康でたくましい子

## 学校行事
| - 4月 - 入学式、始業式 - 5月 - 運動会 - 6月 - | - 7月 - 終業式 - 8月 - 始業式 - 9月 - 区水泳大会 | - 10月 - 遠足、区体育大会 - 11月 - 音楽会、マラソン大会 - 12月 - 終業式 | - 1月 - 始業式 - 2月 - ウインタースクール、6年生を送る会 - 3月 - 卒業式、修了式 |

## 委員会活動・クラブ活動
- 委員会
  - 計画
  - 図書
  - 集会
  - 保健
  - 給食
  - 放送
  - 環境
  - 広報
  - 運動
- クラブ
  - 球技
  - 陸上
  - 室内スポーツ
  - ドッヂビー
  - ダンス
  - 科学
  - 調理
  - パソコン
  - 手芸

## 通学区域
- 江戸川区
  - 春江町1丁目（全域）
  - 谷河内1丁目（全域）
  - 新堀1丁目（全域）
  - 新堀2丁目（全域）
  - 鹿骨2丁目（31番～36番）

## 進学先中学校
- 江戸川区立春江中学校

## 交通
- 京成バス（小76系統）新堀小学校下車 徒歩3分